# 最後の晩餐/平和主義者の連続殺人
『最後の晩餐/平和主義者の連続殺人』（The Last Supper）は、1995年のアメリカ映画。政治的対立を描いたブラックコメディである。『マスク』以降の仕事選びに悩んでいたキャメロン・ディアスが出演している。

## ストーリー
テレビでは保守的なイデオローグが演説する番組が好評であるようなご時世のお話。
アイオワ州の左派的な思想を持つ5人の大学院生たちが共同生活を送る家に、帰還兵がやって来る。院生たちは、はじめは彼を温かく迎え入れるが、晩餐での会話で彼がきわめて保守的な考え方を持っていることが分かり、口論の末に死なせてしまう。そのことがきっかけで、彼らは保守思想を持つ人物を片っ端から家に招き、一人ずつ毒殺していくことを決めた。だんだんとエスカレートしていって、ついには『ライ麦畑でつかまえて』を批判しただけで毒を盛られてしまう者まで出てくる始末。彼らにとっての最後の標的は、テレビに出てくるあの保守論客だった…。

## キャスト
- ジュード ： キャメロン・ディアス
- ピート ： ロン・エルダード
- ポーリー ： アナベス・ギッシュ
- マーク ： ジョナサン・ペナー
- ルーク ： コートニー・B・ヴァンス
- ザッカリー・コーディ ： ビル・パクストン
- ノーマン ： ロン・パールマン
- アリス・スタンリー保安官 ： ノーラ・ダン
- ジェラルド・ハッチェンズ牧師 ： チャールズ・ダーニング
- 性差別主義者 ： マーク・ハーモン
- アンチ環境保護主義者 ： ジェイソン・アレクサンダー

## スタッフ
- 監督：ステーシー・タイトル
- 脚本：ダン・ローゼン